# Frog (производитель масштабных моделей)
Frog — британская компания-производитель масштабных моделей из пластмассы, существовавшая с 1930-х по 1970-е годы.
Модели из полистирола появились в 1955 году. Компания выпускала комплекты моделей самолётов, кораблей и автомобилей разных масштабов. К 1970 году каталог включал в себя воздушные суда, которые изготавливала только Frog, и ряд моделей кораблей.

## История

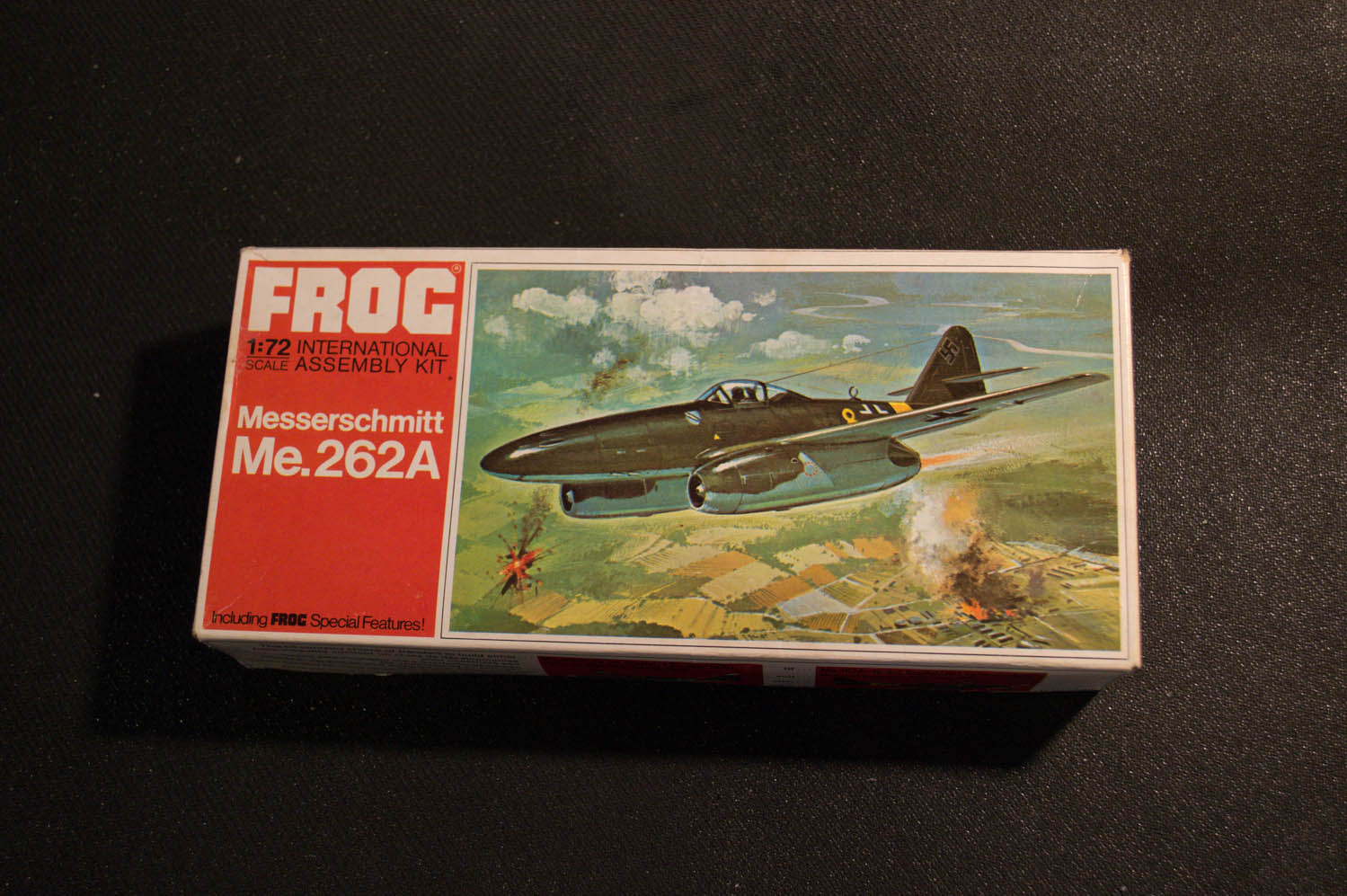
Коробка модели Me-262a компании FROG

Основанная в 1931 году Чарльзом Уилмотом и Джо Мансуром, International Model Aircraft Ltd., первоначально использовала бренд Frog на полумасштабной модели Interceptor Mk.4. В 1932 году был создан ряд макетов других моделей, запущенных в производство в 1936 году под брендом Frog Penguin (намёк на то, что они не являлись летающими). Был выпущен ряд сборных моделей самолётов из ацетилцеллюлозы в масштабе 1:72.
Во время Второй мировой войны компания производила летающие модели самолетов в масштабе 1:72. Марка Frog Penguin исчезла 1949 году. Новая линейка сборных моделей Frog из полистирола появилась в 1955 году с широким спектром авиационных, судовых и автомобильных моделей. В течение 1950-х и 60-х компания использовала различные масштабы, но начиная с 1963 масштаб 1:72 стал стандартным для всех моделей самолётов.
В 1970-е компания выпускала ряд моделей не самых известных самолётов, например: Avro Shackleton, Martin Baltimore и Maryland, Vultee Vengeance, Curtiss Tomahawk, Blackburn Shark и Skua, Bristol 138 и Beaufort, Tupolev SB2, Supermarine Attacker и Scimitar, Armstrong Whitworth Whitley, Gloster Javelin и многие другие.
Frog также производила модели крупных самолетов в масштабе 1:96: Bristol Britannia, Douglas DC-7, Vickers Valiant, Avro Vulcan, Handley Page Victor, de Havilland Comet и Vickers Viscount. Также компания создала модель дирижабля R100.
В 1968 году Frog получила около тридцати форм от компании Hasegawa (англ.). В основном это был масштаб 1:72, но также были модели техники периода Второй мировой войны в масштабе 1:32 и несколько военных кораблей в масштабе 1:450.
Во Франции, чтобы избежать обвинений в оскорблении французов (Frog по-английски значит лягушка, «лягушатники» — оскорбительное прозвище французов), изделия Frog продавались под брендом Tri-ang. В Америке с той же целью модели паковались с названием Air Lines (что было намёком на Lines Brothers Ltd, компанию-основатель IMA / Tri-ang).

## Закрытие

Модель производства СССР для экспорта

Модель производства СССР для внутреннего рынка. F-4 Phantom II назван просто «Всепогодный истребитель»

В 1971 году материнская компания IMA была приобретена Dunbee-Combex-Marx. К середине 1970-х большая часть пресс-форм была продана в Советский Союз, где модели Frog производились под торговой маркой Novo (на экспорт, в качественной упаковке, с декалями) и под марками советских заводов (для внутреннего рынка, в упрощённой упаковке, как правило, без декалей, многие даже без указания названия прототипа). Бо́льшая часть пресс-форм оказалась на вновь построенной к тому времени Донецкой фабрике игрушек, остальные — на других предприятиях в Москве, Наро-Фоминске, Баку, Минске, Ярославле и Ташкенте. Часть форм техники Второй мировой войны были приобретены Revell. Последняя модель Frog была выпущена в 1976 году. Впоследствии переупакованные модели этой фирмы продавались фирмой Revell и многими другими производителями (например, Звезда и Academy).